# 藍天電腦
藍天電腦股份有限公司（英語：Clevo Co.，臺證所：2362）是一家台灣代工生產企業，成立於1983年，總部位於新北市新莊區，創辦人暨董事長是許崑泰。

## 發展
2006年旗下百腦匯商場在廣州開設第十個銷售點； 2007年，藍天電腦淨利成長499%，名列產業成長第一名； 2008年，名列臺灣科技百強第15名。
2018年，它與宏匯集團一起競投「台北雙子星」計劃的發展權。
2022年6月  藍天與冠德、華泰聯手 拿下台北車站E1、E2公辦都更案。

## 藍天電腦集團
藍天企業集團主要研究和發展資訊業，旗下子公司包括：
- 藍天電腦（Clevo）：筆記型電腦供應商，主要生產筆記型電腦及LCD電腦，[9]股票於臺灣公開上市
- 凱博電腦（Kapok）：2001年投資成立，位於中國崑山的製造工廠
- 群光電子（Chicony）：鍵盤供應商，股票於臺灣公開上市
- 群光電能（Chicony Power）：電源供應器供應商，股票於臺灣公開上市
- 展達科技（Xavi）：XDSL供應商
- 百腦匯商場（Buynow）：1998年投資成立，位於中國的3C購物廣場
- 群光廣場（Chicony Square）：中國大型百貨公司
- 信億科技（Acard）：IDE、SCSI、SATA RAID儲存設備解決方案領導商
- 豪展醫療科技（Avita）：紅外線電子體溫計、耳溫槍、血壓計等醫療器材製造商

## 代表人
| 中文名 | 備註       |
| ------ | ---------- |
| 許崑泰 | 現任董事長 |
| 蔡明賢 | 現任總經理 |
| 游添榮 | 發言人     |